# НТВ Беларус
НТВ Беларус (НТВ-Беларусь) е обществен телевизионен канал в Беларус, създаден през 2006 г. Каналът е по лиценз на федералния телевизионен канал на Русия - НТВ, който притежава 90 % от собствеността, останалите 10 % са собственост на Националната държавна компания за радио и телевизия на Република Беларус.